# 1849年2月23日日食
1849年2月23日日食为一次在协调世界时1849年2月23日出現的日環食。該次日食食分為0.9796，食甚維持1分58秒。

## 概述
這次日食的食分是0.9796，環食維持1分58秒。

## 基本參數
- 類型：日環食
- 食甚資料：
  - 日期：1849年2月23日
  - 時間：1時38分9秒
  - 地點：37N 144E
  - 食分：0.9796
  - 日環食持續時間：1分58秒

## 文獻記錄
中國史書《清實錄》記載，「道光二十九年己酉，二月庚子朔，日食。」</ref>經後人推算，西元1849年2月23日中國時區上午8點53分，北京可見食分0.81。

## 外部連結
- NASA日食專頁（页面存档备份，存于）（英文）